# Nikolaj Stroennikov
Nikolaj Vasiljevitsj Stroennikov (Russisch: Николай Васильевич Струнников) (Sknjatino, 16 december 1886 - Moskou, 12 januari 1940) was een Russisch langebaanschaatser.
Nikolaj Stroennikov won in 1910 zowel het EK Allround als het WK Allround. In beide kampioenschappen versloeg hij de Noorse schaatser, bij leven al een legende, Oscar Mathisen. Het jaar erop prolongeerde Stroennikov beide toernooien, maar nu zonder tegenstand van Mathisen.
In 1911 verbeterde Stroennikov ook het wereldrecord van Jaap Eden op de 5000 meter uit 1894. De Rus schaatste een race over 5000 meter buiten mededinging tijdens een landenwedstrijd van Zweden en Noorwegen. De tijd 8.37,2 werd pas in 1967 door de Internationale Schaatsunie erkend als officieel record.
Nationaal won hij de Allround kampioenschappen in toen nog het Keizerrijk Rusland in 1908, 1909 en 1910 en eindigde in 1906 en 1907 op de tweede plaats.

## Records

### Persoonlijke records
| Afstand      | Tijd    | Datum            | Baan   |
| ------------ | ------- | ---------------- | ------ |
| 500 meter    | 45,1    | 11 februari 1911 | Oslo   |
| 1000 meter   | 1.38,0  | 7 januari 1911   | Moskou |
| 1500 meter   | 2.23,8  | 12 februari 1911 | Oslo   |
| 5000 meter   | 8.37,2  | 4 februari 1911  | Oslo   |
| 10.000 meter | 17.59,8 | 18 februari 1911 | Hamar  |

### Wereldrecords
| Nr. | Afstand    | Tijd   | Datum           | Baan |
| --- | ---------- | ------ | --------------- | ---- |
| 1.  | 5000 meter | 8.37,2 | 4 februari 1911 | Oslo |

#### Wereldrecords laaglandbaan (officieus)
| Nr. | Afstand    | Tijd   | Datum            | Baan       |
| --- | ---------- | ------ | ---------------- | ---------- |
| 1.  | 5000 meter | 8.37,2 | 4 februari 1911  | Oslo       |
| 2.  | 1500 meter | 2.23,8 | 12 februari 1911 | Kristiania |

## Resultaten
| Jaar | EK Allround | WK Allround |
| ---- | ----------- | ----------- |
| 1910 | Goud        | Goud        |
| 1911 | Goud        | Goud        |

## Vermeldenswaardige resultaat
Van 1908 tot en met 1911 reed Stroennikov acht klassementswedstrijden. Van alle acht de wedstrijden won hij het eindklassement.
Onofficiële Europese kampioenschappen

1891: Onbeslist ·
1892: Onbeslist · 
1946: Göthe Hedlund 

Officiële Europese kampioenschappen

1893: Rudolf Ericson · 
1894: Onbeslist ·
1895: Alfred Næss · 
1896: Julius Seyler · 
1897: Julius Seyler · 
1898: Gustaf Estlander · 
1899: Peder Østlund · 
1900: Peder Østlund · 
1901: Rudolf Gundersen · 
1902: Johan Schwartz · 
1903: Onbeslist ·
1904: Rudolf Gundersen · 
1905: Johan Vikander · 
1906: Rudolf Gundersen · 
1907: Moje Öholm · 
1908: Moje Öholm · 
1909: Oscar Mathisen · 
1910: Nikolaj Stroennikov · 
1911: Nikolaj Stroennikov · 
1912: Oscar Mathisen · 
1913: Vasilij Ippolitov · 
1914: Oscar Mathisen · 
1922: Clas Thunberg · 
1923: Harald Strøm · 
1924: Roald Larsen · 
1925: Otto Polacsek · 
1926: Julius Skutnabb · 
1927: Bernt Evensen · 
1928: Clas Thunberg · 
1929: Ivar Ballangrud · 
1930: Ivar Ballangrud · 
1931: Clas Thunberg · 
1932: Clas Thunberg · 
1933: Ivar Ballangrud · 
1934: Michael Staksrud · 
1935: Karl Wazulek · 
1936: Ivar Ballangrud · 
1937: Michael Staksrud · 
1938: Charles Mathiesen · 
1939: Alfons Bērziņš · 
1947: Åke Seyffarth · 
1948: Reidar Liaklev · 
1949: Sverre Farstad · 
1950: Hjalmar Andersen · 
1951: Hjalmar Andersen · 
1952: Hjalmar Andersen · 
1953: Kees Broekman · 
1954: Boris Sjilkov · 
1955: Sigge Ericsson · 
1956: Jevgeni Grisjin · 
1957: Oleg Gontsjarenko · 
1958: Oleg Gontsjarenko · 
1959: Knut Johannesen · 
1960: Knut Johannesen · 
1961: Viktor Kositsjkin · 
1962: Robert Merkoelov · 
1963: Nils Egil Aaness · 
1964: Ants Antson · 
1965: Eduard Matoesevitsj · 
1966: Ard Schenk · 
1967: Kees Verkerk · 
1968: Fred Anton Maier · 
1969: Dag Fornæss · 
1970: Ard Schenk · 
1971: Dag Fornæss · 
1972: Ard Schenk · 
1973: Göran Claeson · 
1974: Göran Claeson · 
1975: Sten Stensen · 
1976: Kay Arne Stenshjemmet · 
1977: Jan Egil Storholt · 
1978: Sergej Martsjoek · 
1979: Jan Egil Storholt · 
1980: Kay Arne Stenshjemmet · 
1981: Amund Sjøbrend · 
1982: Tomas Gustafson · 
1983: Hilbert van der Duim · 
1984: Hilbert van der Duim · 
1985: Hein Vergeer · 
1986: Hein Vergeer · 
1987: Nikolaj Goeljajev · 
1988: Tomas Gustafson · 
1989: Leo Visser · 
1990: Bart Veldkamp · 
1991: Johann Olav Koss · 
1992: Falko Zandstra · 
1993: Falko Zandstra · 
1994: Rintje Ritsma · 
1995: Rintje Ritsma · 
1996: Rintje Ritsma · 
1997: Ids Postma · 
1998: Rintje Ritsma · 
1999: Rintje Ritsma · 
2000: Rintje Ritsma · 
2001: Dmitri Sjepel · 
2002: Jochem Uytdehaage · 
2003: Gianni Romme · 
2004: Mark Tuitert · 
2005: Jochem Uytdehaage · 
2006: Enrico Fabris · 
2007: Sven Kramer · 
2008: Sven Kramer · 
2009: Sven Kramer · 
2010: Sven Kramer · 
2011: Ivan Skobrev · 
2012: Sven Kramer · 
2013: Sven Kramer · 
2014: Jan Blokhuijsen · 
2015: Sven Kramer · 
2016: Sven Kramer · 
2017: Sven Kramer · 
2019: Sven Kramer · 
2021: Patrick Roest · 
2023: Patrick Roest · 
2025: Sander Eitrem